# Illya Aleksiyevich
Bản mẫu:Eastern Slavic name
Illya Leanidavich Aleksiyevich (tiếng Belarus: Ілля Леанідавіч Алексіевіч; tiếng Nga: Илья Леонидович Алексиевич; sinh 10 tháng 2 năm 1991) là một cầu thủ bóng đá Belarus thi đấu cho Torpedo-BelAZ Zhodino.
Aleksiyevich ra mắt cho đội tuyển quốc gia ngày 14 tháng 11 năm 2012, trong trận giao hữu Israel.

## Danh hiệu
Gomel
- Vô địch Cúp bóng đá Belarus: 2011
- Vô địch Siêu cúp bóng đá Belarus: 2012

BATE Borisov
- Vô địch Giải bóng đá ngoại hạng Belarus: 2013, 2014, 2015
- Vô địch Siêu cúp bóng đá Belarus: 2013, 2014

## Bàn thắng quốc tế
| # | Ngày               | Địa điểm                        | Đối thủ    | Tỉ số | Kết quả | Giải đấu |
| - | ------------------ | ------------------------------- | ---------- | ----- | ------- | -------- |
| 1 | 4 tháng 9 năm 2014 | Borisov Arena, Borisov, Belarus | Tajikistan | 6 – 1 | 6 – 1   | Giao hữu |